# ГЕС Бакха
ГЕС Бакха (в'єт. Bắc Hà), також відома як ГЕС Коклі (в'єт. Cốc Ly) — гідроелектростанція в повіті Бакха провінції Лаокай на півночі В'єтнаму. Знаходячись перед ГЕС Тхакба, становить верхній ступінь каскаду на річці Тяй, правій притоці Ло, котра в свою чергу є лівою притокою Хонгхи (біля Хайфона впадає у Тонкінську затоку Південно-Китайського моря).
У межах проекту річку перекрили бетонною гравітаційною греблею висотою 78 метрів та довжиною 438 метрів, яка потребувала 629 тис. м3 матеріалу. Вона утримує водосховище з площею поверхні 6,9 км2 та об'ємом 171 млн м3 (корисний об'єм 104 млн м3).
Пригреблевий машинний зал обладнали двома турбінами потужністю по 45 МВт, які повинні забезпечувати виробництво 378 млн кВт-год електроенергії на рік.
Видача продукції відбувається по ЛЕП, розрахованій на роботу під напругою 220 кВ.